# Miniland

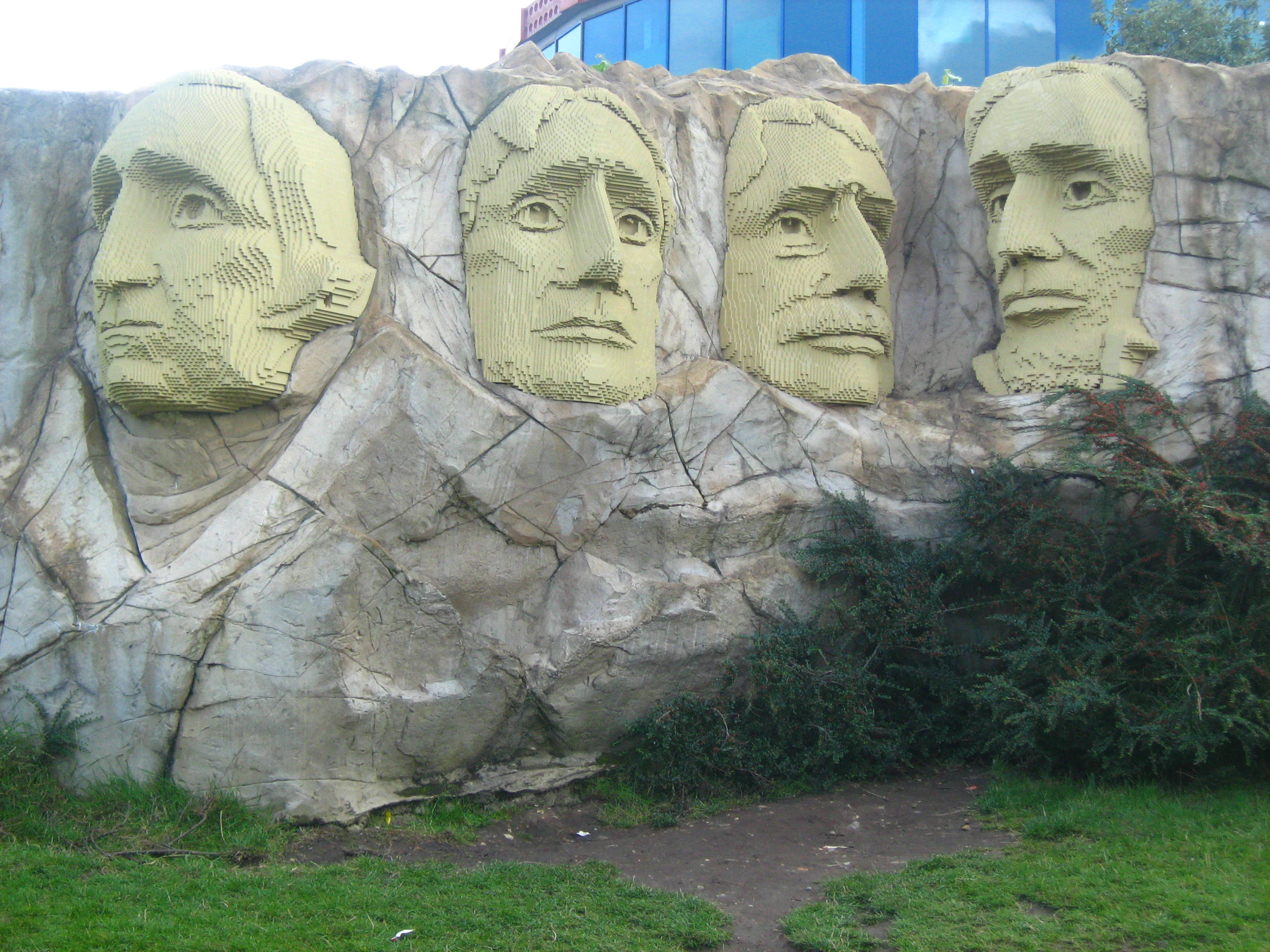
Mount Rushmore in Legoland Windsor

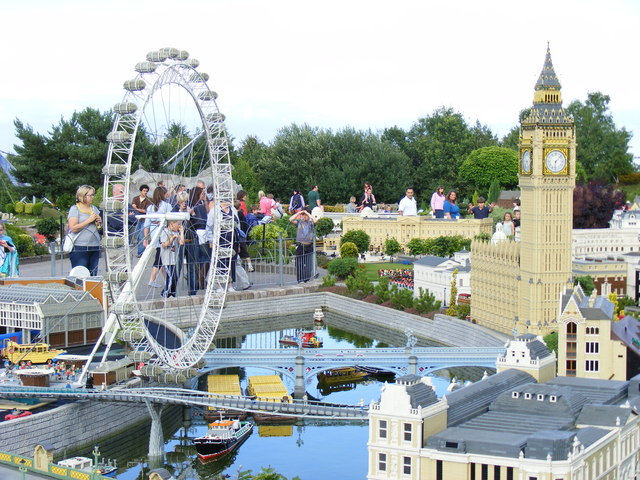
De stad Londen in Legoland Windsor

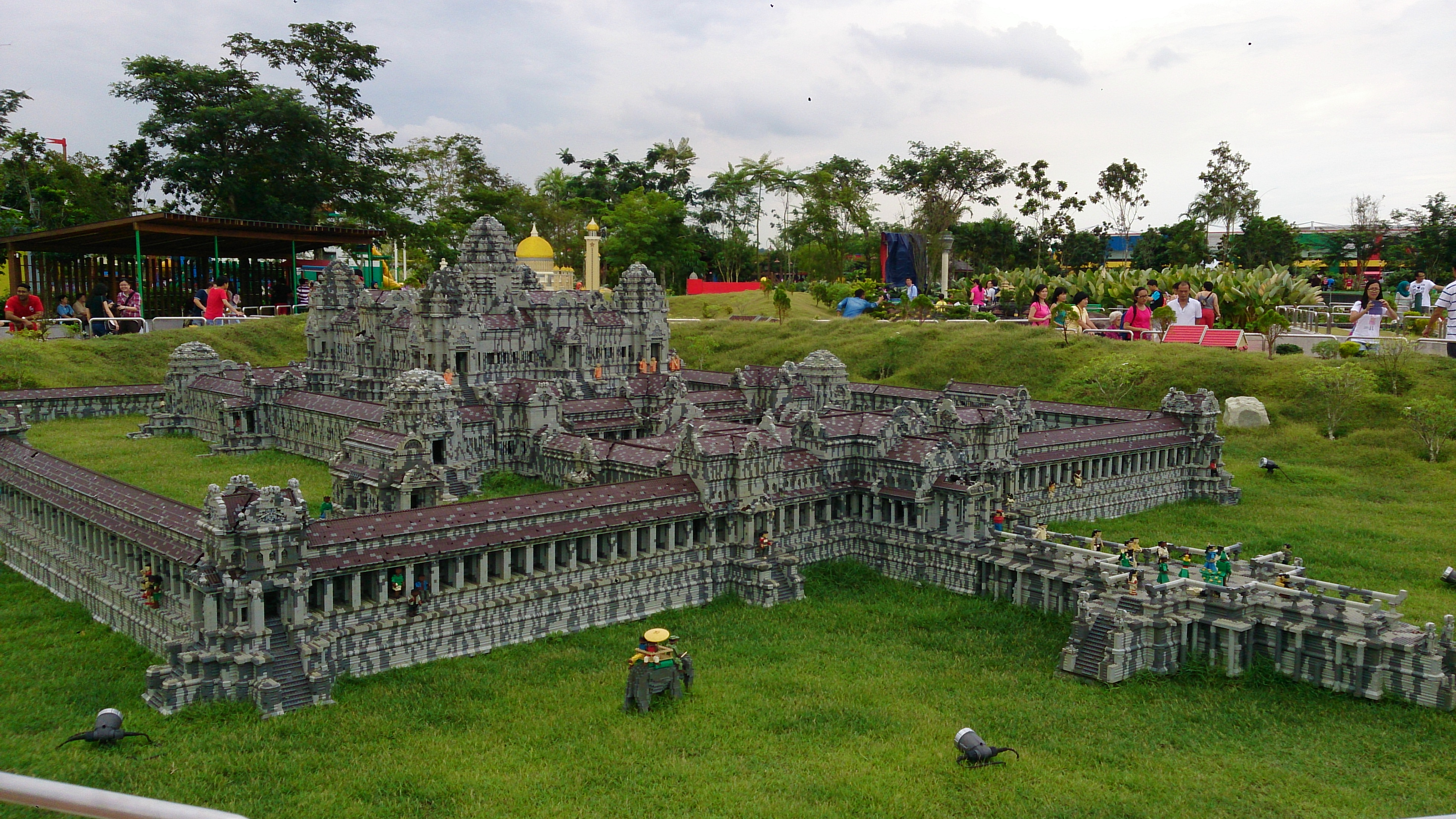
Miniatuurversie van het Angkor Wattempelcomplex in Legoland Maleisië

Miniland is een themagebied in de attractieparken van Legoland. Het themagebied is voornamelijk in miniatuur gebouwd. De gebouwen, auto's, treinen en schepen zijn meestal kleine replica's. Zo zijn in de Legolandparken in Billund, Günzburg en Windsor Europese steden nagebouwd en in Legoland Californië steden uit de Verenigde Staten. Buiten het miniatuurgedeelte zijn in het themagebied nog een aantal attracties.

## Versies

### Legoland Billund
Het miniatuurgedeelte is gebouwd met circa twintig miljoen LEGO-blokjes. Onder andere de volgende locaties zijn uitgebeeld: Kopenhagen, Ribe, Amsterdamse grachten, Eiffeltoren, Burj Khalifa en het One World Trade Center. Verder bevinden zich in het themagebied onder anderen een uitzichttoren, verkeersschool, LEGO-trein en monorail.

### Legoland Windsor
De bouw van het miniatuurgedeelte vergde circa veertig miljoen LEGO-blokjes. Buiten het miniatuurgedeelte bevinden zich in het gebied radiografisch bestuurbare bootjes. De bootjes hebben een topsnelheid van zo'n 3 à 4 km/u.

### Legoland Deutschland
In Miniland van Legoland Deutschland zijn bouwwerken uit Duitsland, Zwitserland en Nederland in miniatuur terug te vinden.

### Legoland Californië
Miniland USA in Legoland Californië bestaat alleen uit het miniatuurgedeelte. Er is gebruikgemaakt van circa twintig miljoen LEGO-blokjes waarmee delen van de Verenigde Staten zijn nagebouwd.

### Legoland Florida
Deze versie ziet er bijna hetzelfde uit als die in Legoland Californië.